# Guido Viola di Campalto
Guido Viola di Campalto (* 15. September 1883 in Venedig; † 16. Juni 1947 ebenda) war ein italienischer Diplomat.

## Leben
Guido Viola di Campalto war der Sohn von Anna Favaretti und Giovan Battista Viola.
Er heiratete Teresa Thaon (* 19. Juni 1902).
1908 trat er in den auswärtigen Dienst. Viktor Emanuel III. sandte ihn am 4. Oktober 1914 als Vizekonsul ins österreichische Triest und von dort weiter als Konsul nach Seattle. 1917 wurde er Konsul in Kalkutta. Vom 6. Februar 1927 bis 25. Juni 1931 war er Gesandter in Kopenhagen. Von 1932 bis 1934 war er Gesandter in Teheran. Zu dieser Zeit stellte die italienische Marine Militärberater für die entstehende persische Marine. 1936 war er Gesandter in Belgrad. Vom 1. Juli 1937 bis 14. August 1939 war er Gesandter bei den Verschwörern der Unión Militar Espanola in Burgos und ließ sich mit Eberhard von Stohrer und Gaetano Cicognani erbeutete Waffen vorführen.
Bis zu seinem Ableben saß er für die Concentrazione Democratica Repubblicana im Stadtrat von Florenz.